# Estelnic, Covasna
Estelnic este satul de reședință al comunei cu același nume din județul Covasna, Transilvania, România. Se află în partea de nord a județului, în Depresiunea Târgu Secuiesc, la poalele munților Ciucului.

## Monumente istorice
- Biserica romano-catolică

## Galerie de imagini

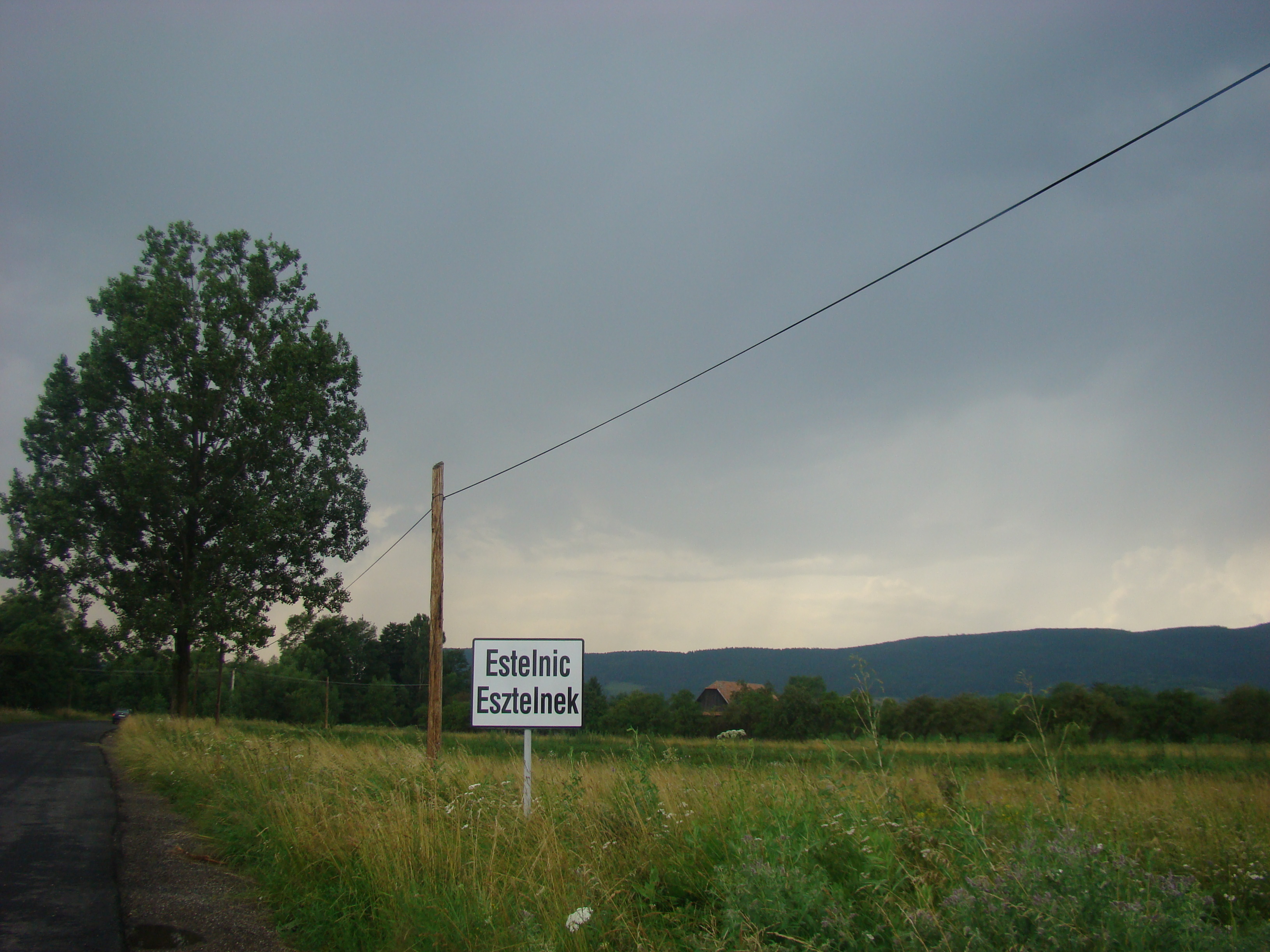
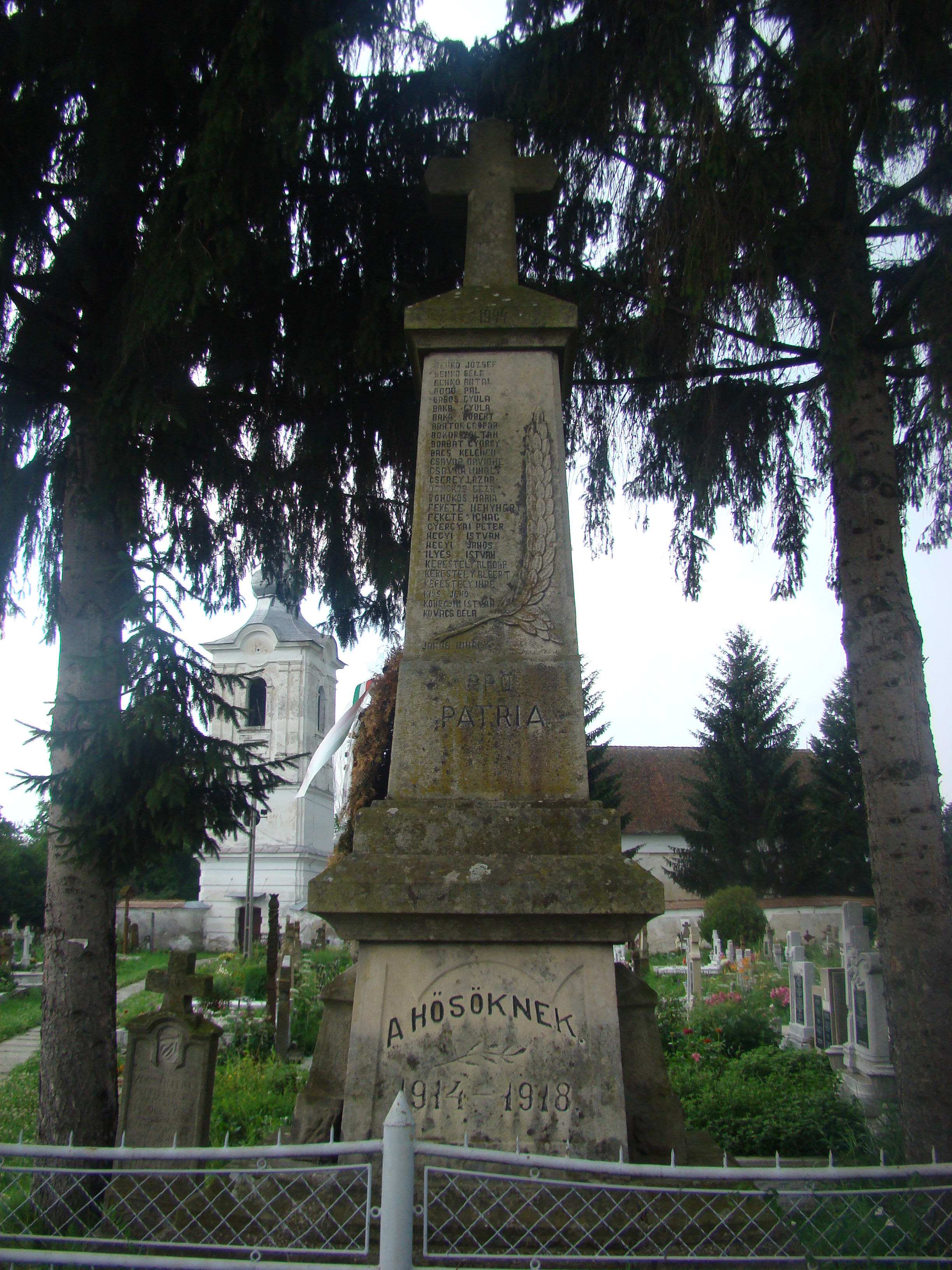
Monumentul Eroilor
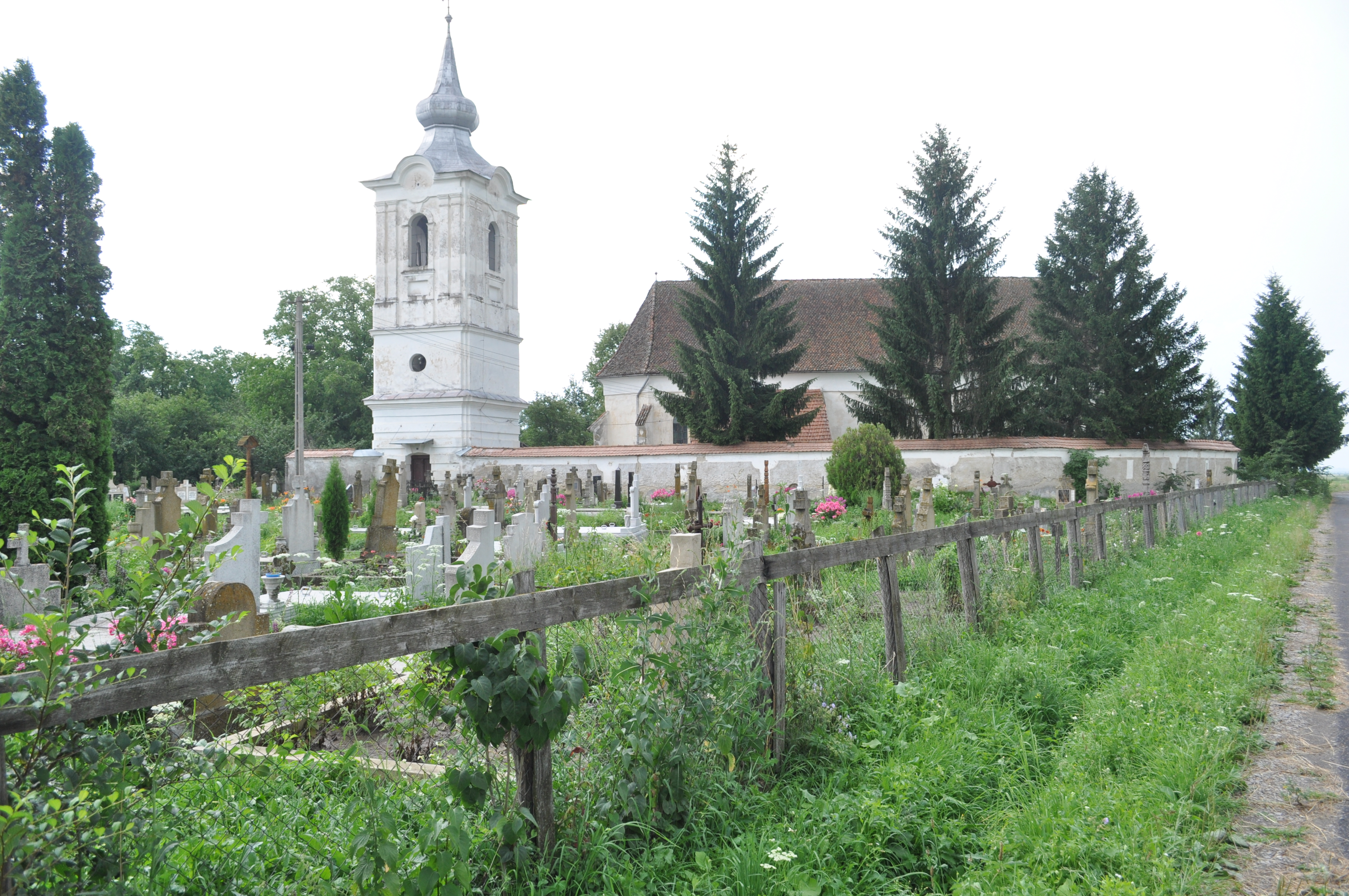
Biserica romano-catolică „Sf.Simon și Iuda”